# Internationale ouvrière socialiste
Ne doit pas être confondu avec Internationale socialiste.
Pour les articles homonymes, voir Internationale (politique) et IOS (homonymie).
 (février 2010).
Si vous disposez d'ouvrages ou d'articles de référence ou si vous connaissez des sites web de qualité traitant du thème abordé ici, merci de compléter l'article en donnant les références utiles à sa vérifiabilité et en les liant à la section « Notes et références ».
L'Internationale ouvrière socialiste (IOS) est une organisation internationale ayant regroupé la majeure partie des partis socialistes, sociaux-démocrates et travaillistes entre 1923 et 1946. Elle est l'héritière de l'« Internationale ouvrière » (dite « Deuxième Internationale »), et de l'« Union des partis socialistes pour l'action internationale » (dite « Union de Vienne » ou « Internationale Deux et demi »). L'Internationale socialiste lui succède à partir de 1951.

## Historique

### Le congrès de Hambourg (21-25 mai 1923)
Le Congrès de fondation de l'Internationale ouvrière socialiste (IOS) eu lieu à Hambourg en mai 1923. Y participent des partis anciennement affiliés à l’Internationale ouvrière mais qui n’avaient pas rejoint l’Internationale communiste, les partis adhérant à l’Union des partis socialistes pour l'action internationale et des partis sans affiliation internationale antérieure. Son siège est fixé à Londres et ses deux secrétaires sont Friedrich Adler et Thomas Shaw. Bien que formée de partis ayant refusé l’affiliation à l’Internationale communiste, l’IOS prend position contre les interventions étrangères en Russie, et pour la reconnaissance du régime bolchevique. Elle proclame aussi la nécessité de la lutte contre les dictatures et pour la révision des traités issus de la Première Guerre mondiale. À la mort de Lénine, Adler adressa un télégramme de condoléances à l’Internationale communiste au nom de l’IOS.

### Le congrès de Marseille (22-27 août 1925)
Lors de son congrès, l’effort conjoint de la SFIO, du Parti travailliste britannique (Labour), et du SPD allemand pour la révision des traités est salué. L’IOS réaffirme aussi ses liens avec la Fédération syndicale internationale pour lutter contre la dépression économique. Mais si le congrès reconnaît la nécessité de lutter pour l’unité de la classe ouvrière, il refuse de collaborer avec l’Internationale communiste et le Parti communiste de l'Union soviétique, par ailleurs, il constate l’effondrement des partis de l’IC en dehors de Russie. Il demande par ailleurs l’évacuation des troupes soviétiques de Géorgie. Il condamne aussi l’Italie fasciste, et particulièrement le meurtre du député Giacomo Matteotti.
L’IOS est alors essentiellement une organisation européenne, puisque ses alliés en Amérique, le Parti socialiste américain et le Parti socialiste argentin comptent moins de 30 000 adhérents à eux deux, alors que l’IOS compte un peu plus de 6 millions d’adhérents, dont presque la moitié sont membres du Labour.
Le congrès décide aussi de transférer le siège de Londres à Zurich, et Friedrich Adler devient l’unique secrétaire.

### Le congrès de Bruxelles (5-11 août 1928)
Le congrès reconnaît les avancées de certains de ses partis membres, mais aussi du mouvement ouvrier, et adopte un manifeste sur « La situation politique mondiale et le mouvement ouvrier international » et se réjouit des avancées vers la paix, notamment le pacte Briand-Kellogg. Mais elle rappelle qu’une vraie paix ne sera possible que si les travailleurs arrivent au pouvoir pour construire la société socialiste. Enfin, elle dénonce les dictatures réactionnaires et fascistes.
L’IOS condamne les propos du VIe congrès de l’Internationale communiste prédisant une guerre impérialiste inévitable, et si elle reconnaît les efforts accomplis depuis plusieurs années par les masses soviétiques, elle constate aussi que le pouvoir soviétique maintient sous sa domination les travailleurs et de nombreuses minorités nationales. L’IOS appelle l’IC à utiliser la démocratie comme un moyen pour l’émancipation ouvrière, et renouvelle ses appels à l’union de la classe ouvrière.

### Le congrès de Vienne (25 juillet-1eraoût 1931)
La crise économique surprend l’IOS qui décide de former avec la Fédération syndicale internationale un comité commun pour répondre à la crise. Le rapport remis au début de l’année 1931 explique la crise par l’incapacité du capitalisme à maintenir le pouvoir d’achat. Il appelle à lutter contre les politiques déflationnistes. Le congrès met cet objectif en avant, ainsi que la lutte contre le fascisme, dont sous l’influence d’Otto Bauer, l’IOS fait sa priorité absolue. Elle est particulièrement inquiète de la situation en Allemagne. 

### L’arrivée d’Hitler au pouvoir et l’affaiblissement de l’IOS (1933)
Dès le 18 février 1933, l’IOS appelle à l’unité des ouvriers allemands pour lutter contre le régime nazi qui vient de s’installer, et se déclare prête à coopérer sur cette question avec l’Internationale communiste. Le SPD qui était le parti le plus puissant de l’IOS est cependant mis à bas, affaiblissant beaucoup l’action de l’Internationale.
Du 20 au 25 août lors de la Conférence de Paris, trois positions s’affrontent, celle portée principalement par le Labour, mais aussi par les Scandinaves et les Tchèques qui appellent à un socialisme humaniste, susceptible d’attirer les classes moyennes et les empêchant de sombrer dans le fascisme, à l’opposé, la gauche menée par le français Jean Zyromski, l’italien Pietro Nenni et le belge Paul-Henri Spaak appelle à la lutte révolutionnaire pour devancer les fascistes dans la prise du pouvoir, et appellent à de nouvelles discussions avec l’Internationale communiste. Finalement, c’est une motion soutenue par Friedrich Adler, Léon Blum et Otto Bauer qui est adoptée, appelant à l’unité avec les communistes sur le terrain de l’antifascisme, à condition qu’ils cessent leurs attaques contre les sociaux-démocrates, et appelle l’IOS à garder une voie révolutionnaire et prolétarienne distincte de celle de l’IC. Enfin, la conférence appelle l’ensemble des partis socialistes à manifester contre le fascisme dans la semaine du 9 novembre.
Cependant malgré cet appel, l’IOS est affaibli par le refus de l’IC de collaborer avec elle, et par l’effondrement du Parti social-démocrate d'Autriche.

### Le Front populaire et la disparition de l’IOS (1934-1940)
À partir du milieu de l’année 1934, l’Internationale communiste répond favorablement aux demandes de travail en commun de l’Internationale ouvrière socialiste. Le 15 octobre, Émile Vandervelde, président de l’IOS, et Friedrich Adler, son secrétaire général, rencontrent à Bruxelles Marcel Cachin et Maurice Thorez représentants de l’exécutif de l’IC. La rencontre a pour but de discuter d’une campagne de solidarité envers les mineurs des Asturies. La déclaration rappelle que si l’unité d’action est déjà possible en France, les douze ans de froid entre les deux internationales ne peuvent être effacées en un jour, et l’IOS regrette que ce rapprochement n’ait pas eu lieu plus tôt, notamment avant l’arrivée d’Hitler au pouvoir.
À partir de 1935, l’IOS est poussée par un certain nombre de ses partis membres, notamment la Section française de l'Internationale ouvrière, le Parti socialiste suisse, le Parti socialiste ouvrier espagnol, le Parti socialiste italien (en exil), le Parti ouvrier social-démocrate de Russie (menchevik) à entrer en négociations pour l’unité d’action avec l’IC. Mais l’exécutif y est très réticent, alors que l’IC n’a pas changé fondamentalement sa position vis-à-vis de la social-démocratie, comme Friedrich Adler le constate en commentant les résolutions du VIIe congrès de l’IC. De plus, il estime suffisante l’autorisation donnée aux partis membres de collaborer avec les partis de l’IC, et certains, comme en France, ont déjà constitué des Front populaires.
Dès le début de la Guerre d'Espagne, l’IOS et l’IC envisagent un travail en commun, mais la vague des procès de Moscou dissuade l’IOS d’aller plus loin. Les accords de Munich ont profondément divisé l’IOS entre la résistance incarnée par le Labour, le pacifisme de la SFIO, et le nationalisme des parti ouvrier belge, parti socialiste suisse et des Scandinaves. Friedrich Adler se fait véhément au nom de la délégation à l’étranger des Sociaux-démocrates autrichiens, pour dénoncer l’impuissance de l’IOS.
Le 3 avril 1940 se tient la dernière réunion du bureau de l’IOS qui mandate un groupe composé de trois anciens présidents (Louis de Brouckère (1936-1939), Albarda (1939-1940) et Camille Huysmans (1940)) pour maintenir la flamme de l’IOS pendant la guerre. Ce groupe s’installe à Londres, sous la protection du Labour.

### L’activité socialiste internationale pendant la Seconde Guerre mondiale (1940-1944)
Dès 1941, le groupe des anciens présidents fait paraître le bulletin International Socialist Forum tous les mois, de plus un supplément international au Labour Press Service paraît à partir de 1942, et des réunions des groupes socialistes en exil à Londres se réunissent sous l’égide du Labour. Les contacts reprendront sous la forme de « Conférences socialistes internationales » qui aboutiront en 1951 à la création de l'Internationale socialiste. L'IOS fut officiellement dissoute en 1946, à la conférence de Bournemouth.